# 植木南央
植木南央（日语：／ Ueki Nao */?，1997年8月12日—）是日本女藝人，為女子偶像團體HKT48 Team KIV前成員，福岡縣出身。2011年以HKT48一期生身分出道。2019年7月31日自HKT48畢業。

## 經歷
2011年
- 7月10日，HKT48的1期生面試合格。
- 10月23日，在西武巨蛋舉行的『「飛翔入手」發售記念全国握手会活動「AKB48祭り powerd by AKB48 ネ申テレビ」』中，與其他的HKT48成員一同披露。
- 11月26日，在HKT48劇場首次公演中出道。

2012年
- 3月4日，組成HKT48 Team H，成為正規成員16名之1人。

2019年
- 7月2日，於HKT48 TeamKⅣ 制服の芽公演上宣布卒業。

## 人物
- 特技為鋼琴和口琴，曾經在HKT48的綜藝節目 HaKaTa百貨店（HaKaTa百貨店）中以口琴吹奏AKB48的櫻花花瓣（桜の花びらたち）的副歌部份，並得到成員們的好評；另外，植木亦間中在自己的Google+專頁中上傳自己彈奏AKB48歌曲的短片，而同為Team H成員的宮脇咲良更曾要求植木彈奏AKB48的Maybe是藉口（言い訳Maybe）。[2]
- 聲稱很喜歡雙關語（ダジャレ）。
- 曾經參加唐津青年音樂節2009，並獲得西尾芳彥音樂獎。 [3]

### HKT48相關
- 暱稱為「なお」，但因為HKT的綜藝節目コレカラ的關係，也不時被喚作「植木くん」。
- 同樣地，在コレカラ中，經常被主持之一的阿部哲陽以「明明沒有喚來」之類的說話欺負，後來甚至成為恆常的笑柄。 [4]
- 基本上與HKT48的成員關係都很好，當中關係特別好的有多田愛佳、松岡菜摘、本村碧唯和森保圓（。 [4]）
- 自2013年7月30日起，擔當HKT48 Mobile的手機廣播節目『ほんわか座談会 HKT48の「の！」』的主持，並於每次請來HKT48的成員作嘉賓，進行一邊對談、一邊被嘉賓捉弄的座談會。

### AKB48．SKE48．NMB48相關
- 曾在HaKaTa百貨店中表示在AKB48中最支持的成員（推しメン）為宮澤佐江。[5]
- 十分喜歡和尊敬NMB48的山本彩，植木曾經向山本請教關於公演中MC的問題，又表示山本彩是自己的目標。[6][7]

## 演出

### 音樂作品
HKT48單曲
- 《喜歡！喜歡！小跳步！》（スキ!スキ!スキップ!）單曲唱片收錄曲：
  - 《喜歡！喜歡！小跳步！》：以選拔成員身份參與演唱。
  - 《求求你華倫亭》（お願いヴァレンティヌ）：以選拔成員身份參與演唱。

AKB48單曲
- 《格子花紋》（ギンガムチェック）單曲唱片收錄曲：
  - 《那一天的風鈴》（あの日の風鈴）：以Waiting Girls的成員身份參與演唱。Waiting Girls是由171名有參與第四次總選舉但沒有入圍前64名的圈外成員所共同組成，演唱大合唱曲《那一天的風鈴》。
- 《永遠的壓力》（永遠プレッシャー）單曲唱片收錄曲：
  - 《初戀蝴蝶》（初恋バタフライ）- 以HKT48成員身份參與。

AKB48專輯
- 《1830m》專輯唱片收錄曲：
  - 《藍天 不會寂寞嗎？》（青空よ 寂しくないか?）：以HKT48身份參與演唱。該曲是由AKB48、SKE48、NMB48與HKT48全體正式與研究生成員共同參與的大合唱曲。

劇場公演單組曲
- Team H 1st Stage「手牽手」（手をつなぎながら）公演出場曲目：
  - 《巧克力的下落》（チョコの行方，Team H成立前）
  - 《帶我去溫布頓》（ウィンブルドンへ連れて行って，Team H成立後）
- Team H「博多傳奇」（博多レジェンド）公演出場曲目：
  - 《玻璃般的我愛你》（ガラスのI LOVE YOU）
  - 《無望之淚》（てもでもの涙，作為松岡菜摘的代役）

### 電視
- 今日感テレビ日曜版（RKB每日放送）
- あるあるYYテレビ（TVQ九州放送）
- HaKaTa百貨店（HaKaTa百貨店，日本電視台）
- HaKaTa百貨店 2號館（HaKaTa百貨店 2号館，日本電視台）
- HKT48的御出掛！（HKT48のおでかけ!，TBS電視台）
- KOREKARA（コレカラ，西日本電視台）

### 手機廣播
- ほんわか座談会 HKT48の「の！」（HKT48 Mobile）

## 備註
1. 1 2 3 4 5 6  . HKT48 OFFICIAL WEB SITE. 2019-07-31  [2021-07-31]. （原始内容存档于2019-06-13） （日语）.
2. ↑  https://plus.google.com/u/0/107850647144188324652/posts/39Mn79AFFGF
3. ↑  唐津ジュニア音楽祭 ２８組が熱唱―「たんこぶちん」グランプリ 佐賀新聞 2009年02月23日 的存檔，存档日期2013年09月29日，.
4. 1 2  HKT48 渡辺通り1丁目FMまどか～まどかのまどから～ 17Jun2013
5. ↑  .   [2013年7月18日]. （原始内容存档于2013年7月27日）.
6. ↑  https://plus.google.com/u/0/107850647144188324652/posts/FUctHC19Qwm
7. ↑  https://plus.google.com/u/0/107850647144188324652/posts/PdWjyPAB9Ya

## 外部連結
- HKT48個人介紹頁（日語）
- 植木南央的X（前Twitter）（舊）（日語）
- 植木南央的X（前Twitter）（新）（日語）
- 植木南央的Instagram帳戶（舊）（日語）
- 植木南央的Instagram帳戶（新）（日語）
- 植木南央的Google+（日語）